# ماجرای قماربازان مومی
ماجرای قماربازان مومی (به انگلیسی: The Adventure of the Wax Gamblers) یکی از داستان‌های شرلوک هولمز نوشته جان دیکسن کار است. این داستان در مجموعه‌داستان شاهکارهای شرلوک هولمز که با مشارکت آرتور کانن دویل و جان دیکسن کار نوشته شده است؛ در سال ۱۹۵۴ منتشر شد.

## داستان
یک شب که هولمز و واتسن تا دیروقت بیدار مانده‌اند؛ نگهبانِ شبِ یک مجسمه مشهور مومی و نوه‌اش به آن‌ها مراجعه می‌کنند. نگهبان متوجه شده‌است که ورق‌های بازی که در دستان یکی از پیکره‌های مومی بوده در نمایشگاه «تالار وحشت» تغییر کرده‌است. هولمز بی‌درنگ به این معما علاقه‌مند می‌شود و واتسن را به نمایشگاه می‌فرستد تا ورق‌ها را به شکل منظمی برداشته و در پاکت‌هایی نزد او بیاورد. هولمز در نهایت ثابت می‌کند که تغییر ورق‌ها با رفتار پرجنجال و رسوایی‌آور یک جنتلمن، و شرط‌بندی وی در مسابقات اسب‌دوانی مرتبط است.
 او خواند: «در دهانه رود تیمز، در جزیره...»
«هولمز، سؤال من به جواب مسئله‌مان مربوط بود!»

«این جواب مسئله ما است.»
پرونده «رسوایی جانشینی دارلینگتون» که در داستان رسوایی در بوهم بدان اشاراتی شده بود؛ در این داستان به عنوان مرجع مورد استفاده قرار گرفته‌است.